# DanskGPT
DanskGPT (er en forkortelse for Dansk Generativ Præ-Trænet Transformer) er en avanceret, danskudviklet chatbot, designet til at forstå og generere dansk tekst med særlig hensyntagen til sproglige nuancer, dansk kultur og datasikkerhed. Der er ikke fri adgang til DanskGPT.
Projektet er startet som et fritidsinitiativ af data scientist Mads Henrichsen og har ambitiøse mål om at blive et dansk alternativ til globale modeller som ChatGPT. DanskGPT er bygget på en open source sprogmodel, som Meta har lavet. DanskGPT tæller i alt tre milliarder danske ord og vendinger.

### Historie og udvikling

#### Oprindelse og motivation
Mads Henrichsen, data scientist (dansk dataforsker) hos PFA Pension, begyndte arbejdet med DanskGPT i december 2022 som et hobbyprojekt. Han har anslået at have investeret omkring 950 til 1.000 arbejdstimer og cirka 102.000 kr. i projektet.  
Projektets formål er at sikre, at dansk sprogteknologi ikke sakker bagud, og at sprogmodellerne fremstår mere naturlige og kulturelt tilpassede end internationale modeller.

#### Presseomtale
I november 2023 blev DanskGPT omtalt i Kommunikation & Sprog, hvor Henrichsen fremhævede, at modellers ensformige og engelskinfunderede sprog kan gøre dansk kommunikation kunstig over tid.

### Teknologi og arkitektur
| Emne                    | Kommentar |
| ----------------------- | --- |
| type                    | Stor sprogmodel / generativ transformer‑model                                                                               |
| organisation            | syv.ai (privat projekt) |
| træningsdata            | Ca. 3 milliarder danske ord, bredt indsamlet (nyheder, bøger, offentlige dokumenter, online tekster)                        |
| modelstørrelse          | Flere milliarder parametre; inkluderer også en “DanskGPT‑tiny” med ca. 1,1 milliarder parametre under Apache‑2.0            |
| trin i udvikling        | Fin‑tuning (self‑instruct/iterativ), inkl. syntetiske data og instruktioner genereret af modellen selv                      |
| licens                  | Tiny‑version: Apache‑2.0 (open source). Større version: kommerciel/privat (ikke klart angivet)                              |
| særlige kendetegn       | Dansk‑specifik sprogtone, GDPR‑venligt, kan køres on‑premise uden datalækage, mulighed for indbygget Google‑søgefunktion    |
| formål                  | At skabe et dansk alternativ til ChatGPT; bevare danske sproglige finurligheder og kultur, øge datasikkerhed og suverænitet |
| brug                    | Offentlige institutioner, virksomheder (f.eks. HR), undervisning, borger‑chatbots                                           |
| estimat om omkostninger | Ca. 100 000 kr og omkring 950–1 000 timers arbejde lagt i træningen                                                         |
| fremtidsplaner          | Arbejde mod større og bedre model, forbedret viden om Danmark og dansk kommunikation, blive konkurrencedygtig med ChatGPT   |
| podcast                 | Medvirker i “EDB 5.0”-afsnit #77 om DanskGPT                                                                                |

#### Modelarkitektur
DanskGPT er baseret på transformerarkitektur og bygger videre på open source-grundmodeller som LLaMA. Modellen findes i flere udgaver, herunder en basisversion til tekstgenerering og en chatversion til dialogform.

#### Træningsdata og teknikker
Modellen er trænet udelukkende på dansk tekst – ca. 3 milliarder ord fra nyheder, litteratur, offentlige dokumenter og onlinekilder – samt syntetiske data via self-instruct-teknikker, der forbedrer modellens evne til at følge instruktioner.

#### Licens og open source
En mindre tiny-variant af DanskGPT er frigivet under Apache 2.0-licens og er tilgængelig på Hugging Face. Det sikrer åbenhed og mulighed for tilpasning.

#### Softwarearkitektur og deployment
DanskGPT kan installeres både lokalt og i skyen. Brugere kan vælge at køre modellen via en API eller som Docker-container. Der findes også en chatversion (v2.0/v2.1), og tjenesten drives med sponsorstøtte fra Syv.ai.

### Etik, privatliv og GDPR

#### Datasikkerhed og suverænitet
Modellen er designet til at beskytte brugernes data: den kan køre lokalt uden at sende information til eksterne cloudtjenester. Brugerdata gemmes og logges ikke.

#### Etisk gennemsigtighed
Udvikleren oplyser åbent om modellens begrænsninger, herunder risiko for hallucinationer. Brugere opfordres til kritisk tænkning og forsigtighed i anvendelsen.

### Sammenligning med globale modeller
- Trænet udelukkende på dansk tekstmateriale, hvilket giver bedre forståelse for danske idiomer og kontekst.
- Modellen kan køre lokalt og overholder GDPR.
- DanskGPT tilbyder en open source-version, som kan tilpasses frit.
- Sammenlignet med ChatGPT, Gemini og Claude, har DanskGPT mindre global viden, men stærkere dansk kulturforståelse.[11][9]

### Anvendelsesområder

#### Offentlig sektor
Anvendes til chatbots i borgerservice, dokumentresumé og kommunikation – med fokus på databeskyttelse og lokal drift.

#### Virksomheder
Bruges til kundesupport, tekstgenerering og interne værktøjer, hvor data må forblive fortrolige.

#### Uddannelse og borgere
Mulighed for AI-læringsassistance, sproglig støtte og adgang til dansksproget teknologi uden at data forlader brugerens system.

### Kritik og begrænsninger
- Begrænset mængde træningsdata i forhold til globale modeller medfører større risiko for upræcise eller hallucinerede svar.[9]
- Modellen er udviklet uden støtte fra virksomheder eller fonde, hvilket begrænser opdateringshastigheden.[9]
- Kræver regelmæssig vedligeholdelse for at følge med i sprogudvikling og viden.

## Eksterne links
- Officiel hjemmeside
- DanskGPT chatportal
- Produktbeskrivelse hos Syv.ai

| Software | Spire Denne artikel om software og programmering er en spire som bør udbygges. Du er velkommen til at hjælpe Wikipedia ved at udvide den. |